# 伊藤森右衛門
伊藤 森右衛門（いとう もりうえもん、1919年8月29日 - 1990年8月6日）は、日本の経営学者。小樽商科大学名誉教授。北海道におけるエコノミストのパイオニア。小樽区（現小樽市）出身。平井泰太郎門下。
息子に経済学者の伊藤隆敏（一橋大学・東京大学教授を経て、コロンビア大学教授、元日本経済学会会長）がいる。教え子に佐野力（日本オラクル初代会長兼CEO）などがいる。

## 経歴
- 1940年 小樽高等商業学校（現・小樽商科大学）卒
- 1942年 官立神戸商業大学（現・神戸大学経済・経営・法学部）卒
- 1942年 旧日本陸軍の徴兵により役務につく
- 1945年 北部軍主計中尉で終戦を迎える
- 戦後、北陽工業株式会社監査役
- 1948年 苫米地英俊の要請により、札幌文科専門学院（後の札幌短期大学）助教授
- 1950年 札幌短期大学商学科助教授
- 1952年 北海道学芸大学学芸学部札幌分校助教授
- 1960年 小樽商科大学商学部助教授
- 1964年 小樽商科大学商学部教授
- 1968年 小樽商科大学学生部長
- 1978年 小樽商科大学学長
- 1980年 小樽商科大学退官。同名誉教授。静修短期大学学長
- 1985年 静修短期大学退職

この他、学内では小樽商科大学学生部長などを歴任。公職としては、北海道最低賃金審議会長。北海道交通審議会会長。札幌商業調整審議会長。また、札幌市地下鉄計画や小樽市都市計画にも参画し指導提案した。平成2年、第22回北海道開発功労賞受賞。

## 研究領域
経営学のリーダーシップ論から地域開発まで多岐にわたる。特に、商工経営論と、リーダーシップ論が専門。

## 主著
- 『政府消費特需』 北海道産業連関研究会、1960.3
- 『経営者リーダーシップ論』 評論社、1962.9
- 北海道労働部労政課編 『技術革新と雇用問題』 北海道労働文化協会、1961.1
- 『トップ・マネジメント・リーダーシップ論 : 理論的課題と実践的課題』 税務経理協会、1968
- 『経営リーダーシップ論』 丸善、1970.5